# Maria Pia Alberzoni
Maria Pia Alberzoni (* 1952) ist eine italienische Historikerin.
Maria Pia Alberzoni war Stipendiatin am Deutschen Historischen Institut in Rom. Sie lehrt als ordentliche Professorin für mittelalterliche Geschichte an der Università Cattolica del Sacro Cuore in Mailand. Sie war Gastprofessorin für Mittelalterliche Geschichte der Universität Wien (1996 und 1998), der Technischen Universität Dresden (2000) und der Johannes Gutenberg-Universität Mainz (2006) sowie am Paul Maria Baumgarten Institut für Papsttumsforschung der Bergischen Universität Wuppertal (2018/19). Sie war auch Gastprofessorin für die Geschichte des mittelalterlichen Franziskanertums am Franciscan Institute der St. Bonaventure University (2007–2012). Sie ist Mitglied des Wissenschaftlichen Beirats des Deutschen Historischen Instituts in Rom und korrespondierendes Mitglied des Istituto Lombardo Accademia di Scienze e Lettere.
Alberzoni forscht schwerpunktmäßig zur Geschichte der religiösen Bewegungen im 12. und 13. Jahrhundert, vor allem Franziskaner, Klarissen, Kartäuser, Vallombrosaner und Humiliaten sowie die Geschichte der Lombardei, das Papsttum und norditalienische Bischöfe. Sie veröffentlichte 1991 einen umfassenden Überblick über die Minoriten in der Lombardei. Mit Claudia Zey veranstaltete sie in Mailand im Juni 2009 eine Tagung zu „Legati e delegati: le carriere e gli ambiti di azione (secoli XII–XIII) / Päpstliche Legaten und Delegaten: Forschungsstand und Forschungsfragen (12.–13. Jahrhundert)“. Der Tagungsband wurde 2012 veröffentlicht.

## Schriften (Auswahl)
Aufsatzsammlung
- Santa povertà e beata semplicità. Francesco d’Assisi e la Chiesa romana (= Ordines. Studi su istituzioni e società nel medioevo europeo. Band 1). Vita e pensiero, Mailand 2015, ISBN 978-88-343-2819-4 (bündelt acht Aufsätze zwischen 2002 und 2012 zum Thema Franz von Assisi und die Anfänge des Franziskanerordens).

Monographien
- Clare of Assisi and the Poor Sisters in the 13th Century. Franciscan Institute, St. Bonaventure University, St. Bonaventure, New York 2004, ISBN 978-1-57659-195-6.
- Francesco d’Assisi e il primo secolo di storia francescana (= Biblioteca Einaudi. Band 1). Einaudi, Turin 1997, ISBN 88-06-14343-3.
- Francescanesimo a Milano nel Duecento. Edizioni biblioteca francescana, Mailand 1991.

Herausgeberschaften
- mit Étienne Doublier, Jochen Johrendt: Der Rotulus im Gebrauch. Einsatzmöglichkeiten – Gestaltungsvarianz – Deutungen. Böhlau, Wien u. a. 2020, ISBN 978-3-412-51802-8.
- mit Roberto Lambertini: Autorità e consenso. Regnum e monarchia nell’Europa medievale (= Ordines. Band 5). Vita e pensiero, Mailand 2017, ISBN 978-88-343-3371-6.
- mit Pascal Montaubin: Legati, Legati, delegati e l’impresa d’Oltremare (secoli XII–XIII) / Papal Legates, Delegates and the Crusades (12th–13th Century). Brepols, Turnhout 2014, ISBN 978-2-503-55441-9.
- mit Claudia Zey: Legati e delegati papali. Profili, ambiti d’azione e tipologie di intervento nei secoli XII–XIII. Vita e Pensiero, Mailand 2012, ISBN 978-88-343-2145-4.